# Казанка (Баганський район)
Казанка (рос. Казанка) — село у Баганському районі Новосибірської області Російської Федерації.
Входить до складу муніципального утворення Казанська сільрада. Населення становить 629 осіб (2010).

## Історія
Згідно із законом від 2 червня 2004 року органом місцевого самоврядування є Казанська сільрада.

## Населення
| 2002 | 2007 | 2010 |
| ---- | ---- | ---- |
| 684  | ↘636 | ↘629 |